# Villa De Cristoforo
La Villa De Cristoforo est un immeuble résidentiel situé Via Palizzi, dans le quartier collinaire du Vomero, à Naples. Elle est un exemple d'architecture Art nouveau (ou Liberty en italien). 
La villa a été construite entre 1912 et 1914 par l'architecte Michele Platania. La structure est développée avec un système en « L » du côté panoramique. 
Les décors sont sobres, caractérisés par des bandes horizontales et verticales. 